# Zlatý věk Karlových Varů
Zlatým věkem Karlových Varů je označováno období od roku 1870 do začátku první světové války v roce 1914. Byla to éra velkého stavebního rozvoje města, souvisejícího přílivu lázeňských hostů, prosperujícího lázeňství a hospodářského i kulturního rozmachu. V té době byly Karlovy Vary světovými lázněmi.

## Počátky éry

### Napojení na železniční síť
Významným okamžikem pro do té doby nevídaný rozvoj města se stalo napojení Karlových Varů na evropskou železniční síť – Buštěhradskou dráhu – v roce 1870. Následoval rok od roku sílící příliv bohatší lázeňské klientely a tím i nárůst stavební aktivity. Ve městě začala Belle Époque.

### Lékař Josef Seegen
Druhým přelomovým momentem byl objev vídeňského profesora a balneologa Josefa Seegena, ve své době uznávaného odborníka na cukrovku. Po třicet let pracoval v Karlových Varech jako lázeňský lékař a testováním na pacientech prokázal, že pití karlovarské minerální vody snižuje hladinu cukru v krvi. Výsledky své práce publikoval ve světových odborných časopisech a informovaní lékaři pak začali svým pacientům s cukrovkou karlovarské lázně doporučovat.

## Zlatý věk
Karlovy Vary měly ve své historii několik zlatých věků. Tento nejvýraznější začal především stavebním boomem na sklonku 19. století. Období hospodářského i kulturního vzrůstu přišlo v roce 1870 po napojení města na železnici. Následovaly roky přílivu lázeňských hostů. Tzv. Kurlisty, seznamy karlovarských návštěvníků, byly každým rokem obsáhlejší a z výnosů lázeňství mohlo město financovat stále nákladnější stavby.
Tehdejší prozíravý starosta Eduard Knoll si plně uvědomoval, že stále náročnější lázeňskou klientelu udrží v Karlových Varech jen dokonalou úrovní služeb, tj. lékařskou péčí, kvalitním bydlením a stravováním, ale i kvalitní kulturní nabídkou. Ve městě byly zavedeny četné technické novinky tzv. gründerské doby – moderní plynofikace, vodovody, kanalizace, potrubní pošta, telegraf, telefon, elektrické osvětlení i kinematograf.
V tomto období došlo k velkému stavebnímu rozvoji města. V poslední třetině 19. století byly postupně demolovány stovky domů, které utrpěly již při velkém požáru roku 1759 a dávno nevyhovovaly požadavkům nové doby. Byly zbořeny domy pozdního baroka, rokokové, klasicistní a biedermeierovské. Památková péče byla v raných počátcích, a tak se stavělo rychle a bez velkých překážek. Při výstavbě či tvorbě nových kolonád, mostů, zábradlí a kandelábrů veřejného osvětlení se prosadilo široké využití železných a litinových konstrukcí.
Do období zlatého věku Karlových Varů patří výstavba nejstarší vilové městská čtvrti zvané Westend. Vznikla v letech 1872–1914. Historicky ji tvořilo 26 vil, osm hotelů a dva kostely. Leží mezi ulicemi Krále Jiřího (tehdy Eduard Knoll-Strasse), Petra Velikého (Westend-Strasse) a Sadovou (Park-Strasse).
V roce 1878 již měly Karlovy Vary 10 tisíc stálých obyvatel. Ve městě už bylo 800 domů označených nejen čísly, ale i jmény. V provozu bylo 29 hotelů, 20 restaurací a čtyři kavárny, z nichž k nejoblíbenějším patřil Elefant. Hlavní lázeňská sezóna se tradičně otvírala vždy 1. května za zvuku fanfár, spolu s průvodem karlovarských střelců, hasičů a veteránů, a končila zpravidla v polovině října. V sezóně probíhala letní divadelní představení, v hotelu Pupp a Lázeňském domě se pořádaly koncerty. Již koncem května tohoto roku uvádějí úřední záznamy 6 355 lázeňských hostů, z toho 35 členů nejvyšší šlechty, 385 hrabat, baronů, gráfů a rytířů, dále stovky továrníků, státních úředníků, lékařů, advokátů, důstojníků, obchodníků, domácích pánů, jejich manželek, synů a dcer. Celkem se v karlovarských lázních do 7. října 1878 vystřídalo 21 522 lázeňských klientů, z nichž někteří v lázních pobyli dva i tři měsíce.
Pro balneoprocedury sloužilo několik budov. Především to byl Lázeňský dům, kde bylo k dispozici 95 kabin s vanami pro uhličité koupele a 13 kabin pro rašelinové koupele. Součástí léčby zde byly i parní lázně. Další balneoprovoz Vřídelní lázně vedle Vřídla nabízel 28 kabin a třetí s 11 koupelnami stál u Mlýnského pramene. Oblíbené Železité lázně s 12 vanami dosud připomíná malá kolonáda. Nedaleko hotelu Richmond stály Lázně VI (zbourány v roce 2006), kde bývaly plynové lázně se čtyřmi kabinami pro uhličité koupele.
Postupem času se vzrůstajícím počtem lázeňských hostů přibýval i počet lázeňských lékařů. Podle seznamu v Kurlistech byly v roce 1878 v lázních k dispozici dvě lékárny a své služby lázeňským hostům poskytovalo šest felčarů a 44 lázeňských lékařů. Lékaři uváděli své řády, členství v lékařských společnostech a praxi po celé Evropě. Ve výčtu byl vždy na prvním místě uveden lékař Galus Ritter von Hochberber. Ten se těšil, spolu s doktorem Eduardem Hlawaczkem, největší oblibě. V roce 1890 poskytovalo v lázních své služby 89 lékařů, z nichž ani jeden nebyl Čech. V roce 1892 ordinovalo v Karlových Varech 63 lázeňských lékařů a ve výčtu lze nalézt i jméno jednoho českého lékaře – Emanuela Engela. V roce 1891 navštívilo Karlovy Vary 35 109 lázeňských hostů. Podle Kurlistů z roku 1895 v lázních léčilo 83 lázeňských lékařů většinou německých, ale i jiných národností, a tento rok přibyl i další český lékař – František Zatloukal. Roku 1900 seznam uvádí 121 lékařů, dva felčary, dvě lékárny a třetího českého lázeňského lékaře Vincenta Janatku. V roce 1910 stoupl počat lékařů na 159.
Součástí léčebného procesu byla důrazná doporučování vycházek a výletů do blízkého či vzdálenějšího okolí. Atraktivní byly procházky lesy v okolí města – ke Třem křížům s kamerou obscurou, k památníku na Ottově výšině, ke skále s Kamzíkem, na Petrovu výšinu, k Findlaterovu obelisku, Rohanovu kříži, kapli sv. Linharta, k vyhlídkové věži na Abergu, ke Körnerovu dubu v Dalovicích, na Svatošské skály – či delší výlety do Březové, Kyselky, Lokte, Bečova a do Krušných hor. K bližším místům se chodilo pěšky nebo se pronajímal oslík či kůň, do vzdálenějších míst si pak výletníci najímali dražší dvoukoňové drožky nebo levnější fiakry s jedním koněm.
K vzestupu došlo i v oblasti kultury. Jeden z nejstarších orchestrů v Evropě Karlovarský symfonický orchestr byl založen v roce 1835 skladatelem, houslistou a dirigentem Josefem Labitzkým jako sezónní lázeňské těleso. V roce 1868 převzal řízení orchestru Labitzkého syn August a proměnil jej ve stálý symfonický orchestr. Od roku 1875 pak pořádal pravidelné páteční symfonické koncerty s náročnou dramaturgií děl světových skladatelů vážné hudby – německých klasiků Ludwiga van Beethovena, Felixe Mendelssohn-Bartholdyho či Richarda Wagnera. Záhy pak uváděl i skladby českých skladatelů, zejména Bedřicha Smetany a Antonína Dvořáka. Významným se stalo uvedení kontinentální premiéry Novosvětské symfonie Antonína Dvořáka v Poštovním dvoře 20. července roku 1894. Vedle toho August Libický se svým orchestrem převzal i roli orchestru karlovarského městského divadla. Polovinu repertoáru divadla představovaly opery a operety. Vojenská dechovka hrávala ve Dvoraně přátelství v Toscaně a na terase bývalého hotelu Sanssousi (parkoviště před dnešní Galerií umění). Tyrolská hudební skupina měla své místo v kavárně Schönbrunn v hotelu Richmond.
Kolem roku 1900 rozkvět Karlových Varů kulminoval. Jeho eventuální další progres pak ukončil začátek první světové války roku 1914.

### Zajímavost
V roce 1880 otiskl lázeňský časopis Sprudel žebříček deseti vybraných evropských lázní. Zvítězily lázně Wiesbaden s návštěvností 60 990 lázeňských hostů. Druhé místo získaly Trenčianske Teplice s údajem 41 870 hostů, třetí Teplitz-Schönau s počtem hostů 30 792 a na čtvrtém místě byly Karlovy Vary, které za rok 1880 navštívilo celkem 23 587 lázeňských hostů. Na další příčce se umístily lázně Baden-Baden s počtem 18 714 hostů, dále Mariánské Lázně s údajem 12 193 a nejméně z deseti poměřovaných lázeňských míst měly lázně Kissingen s číslem 10 842 klientů.

## Galerie

Karlovy Vary na pohlednicích v období svého zlatého věku (z let 1898 a 1899)
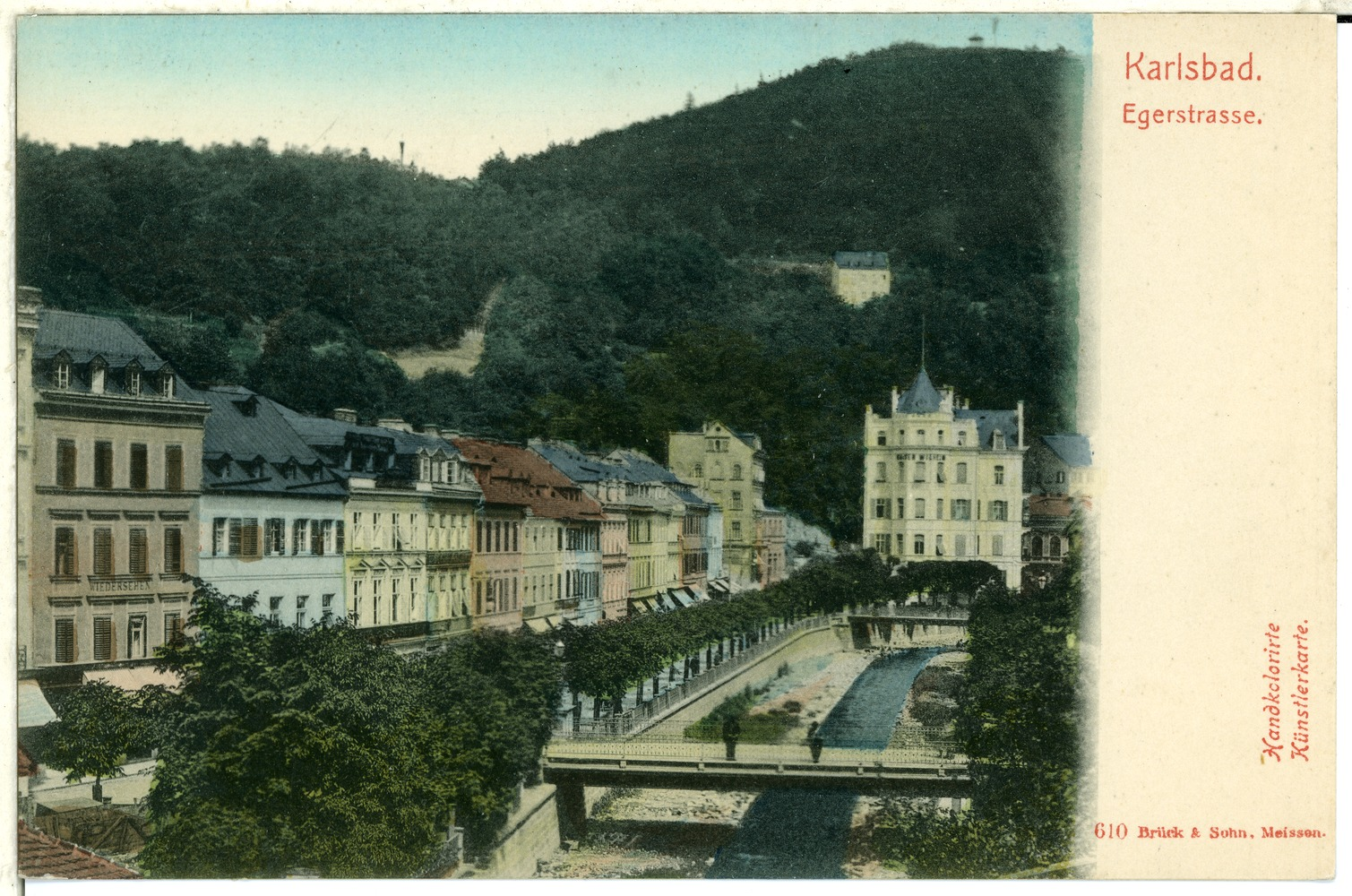
Již neexistující Chebská ulice, vpravo dnešní hotel Pavlov, 1898
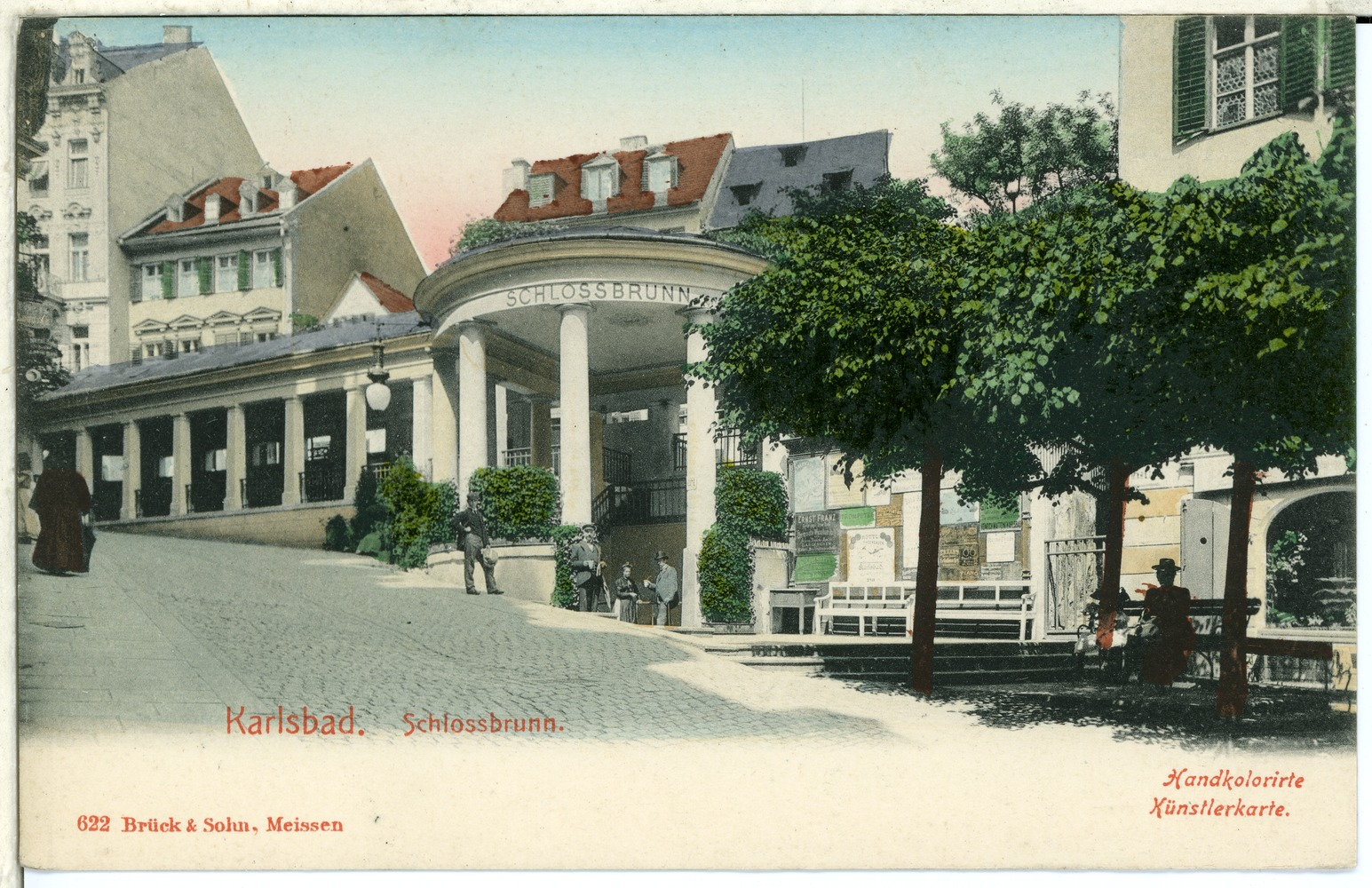
Dnešní Zámecký pramen horní v roce 1898
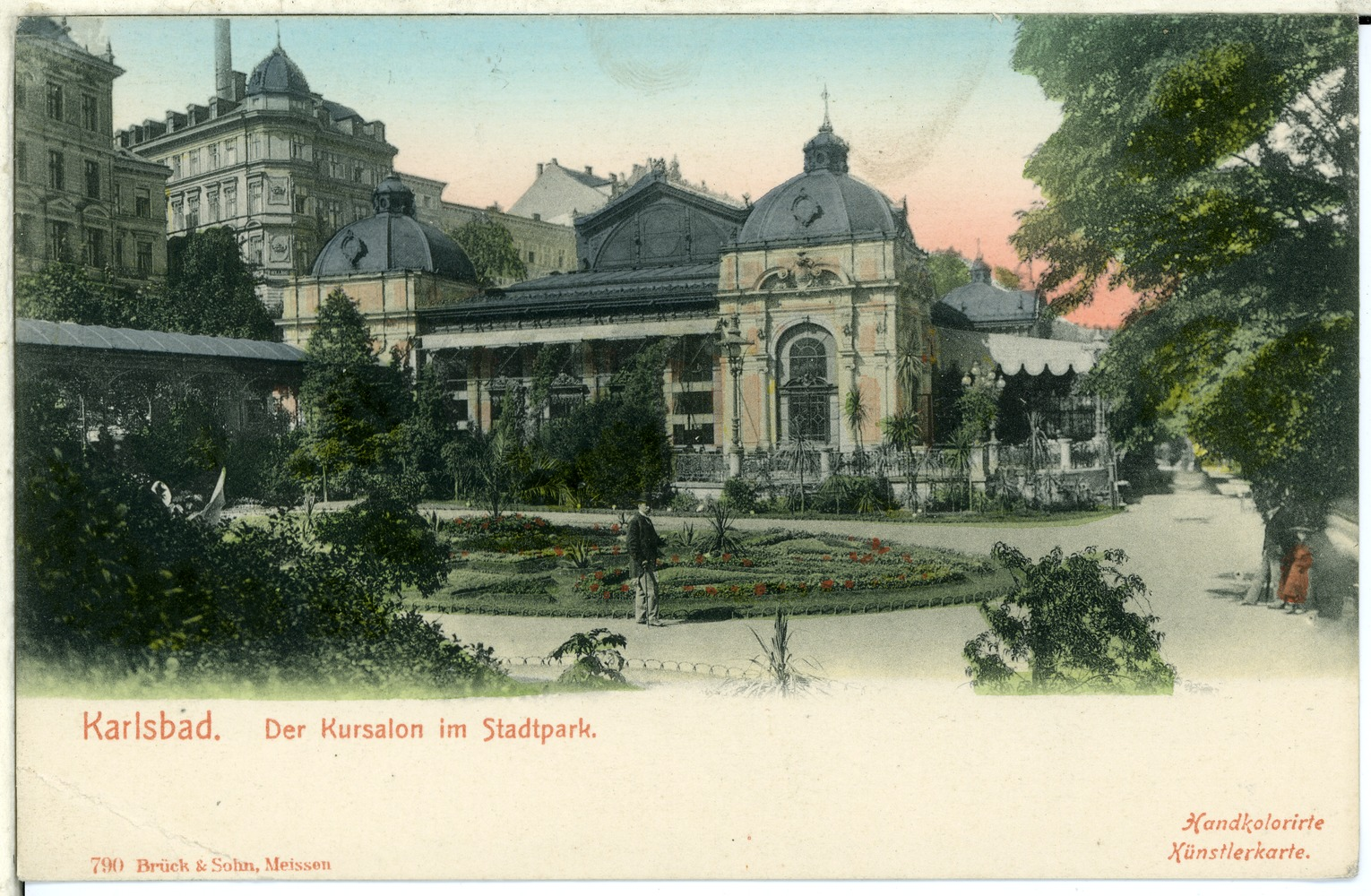
Již neexistující Blanenský pavilon v dnešních Dvořákových sadech v roce 1898
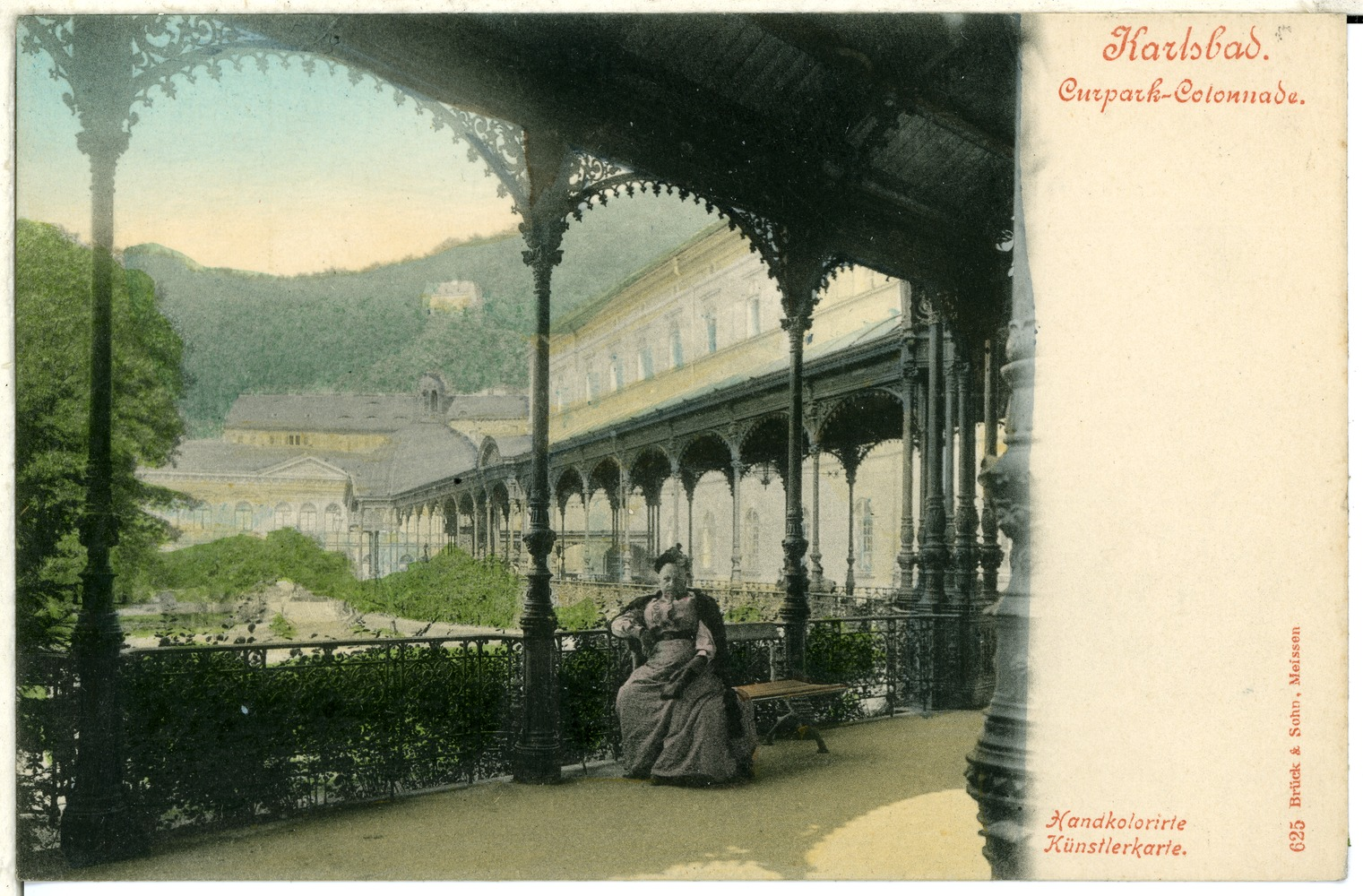
V dnešních Dvořákových sadech v roce 1898
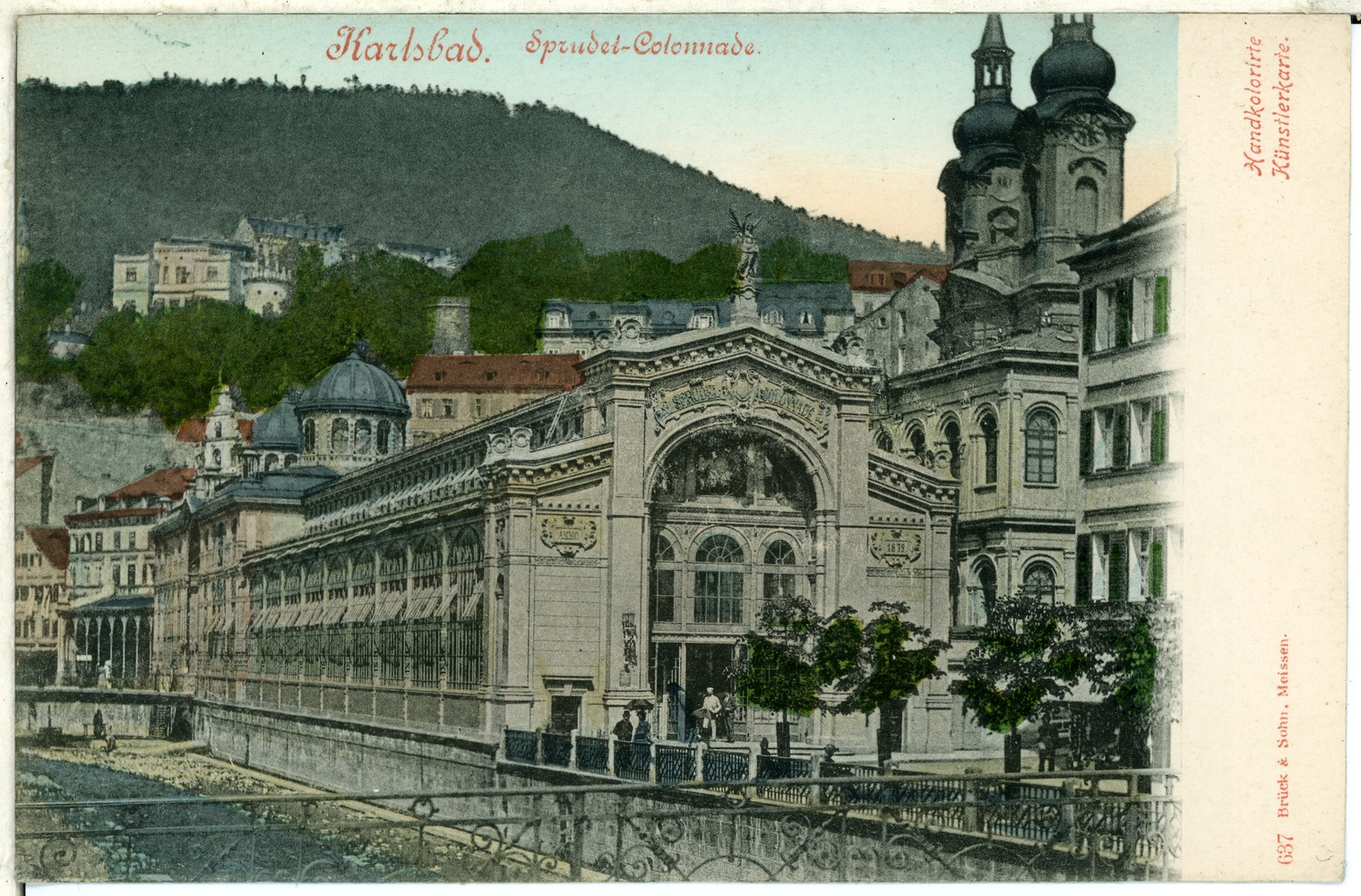
Již neexistující Vřídelní kolonáda v roce 1898
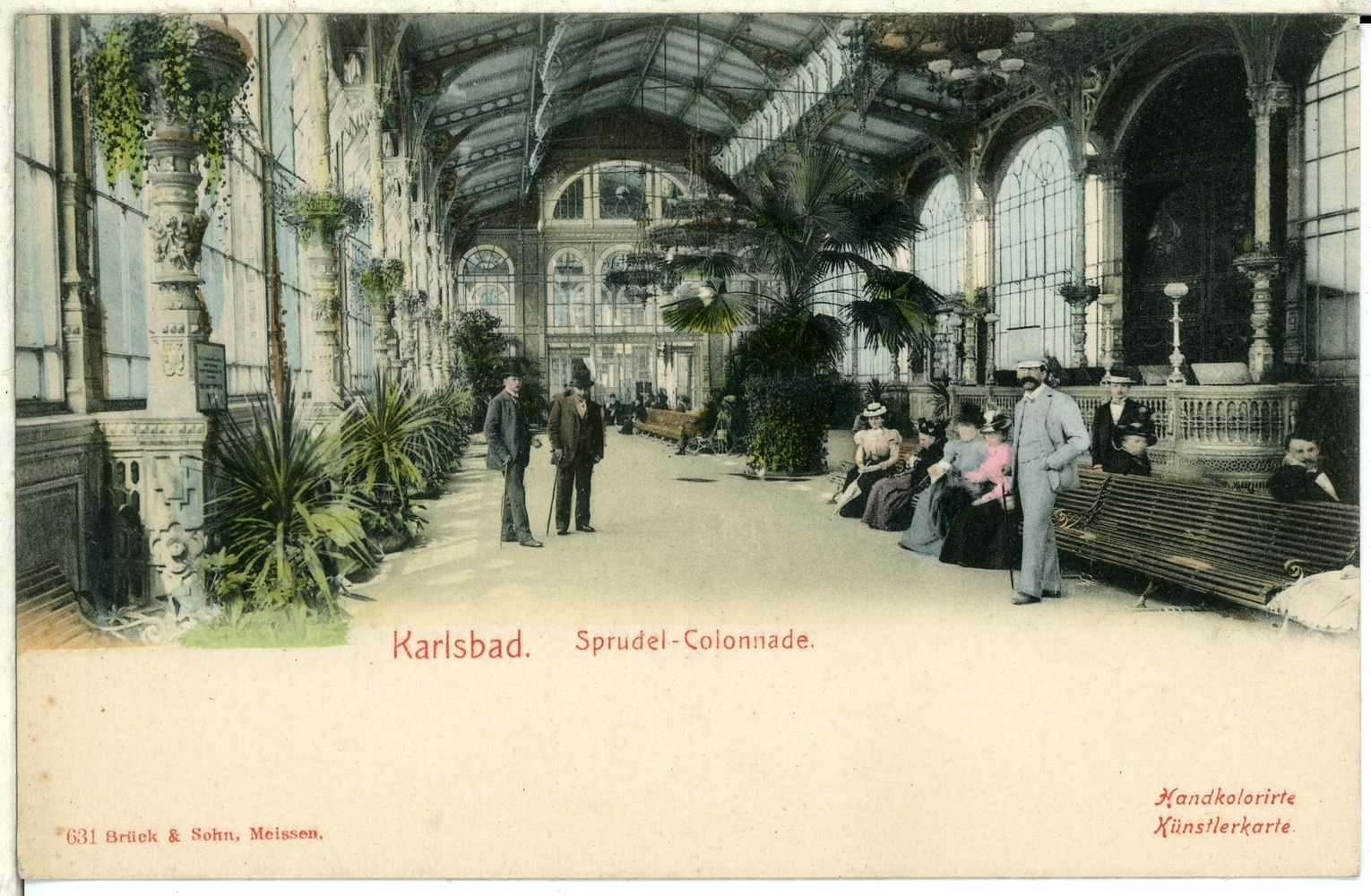
Interiér někdejší Vřídelní kolonády v roce 1898
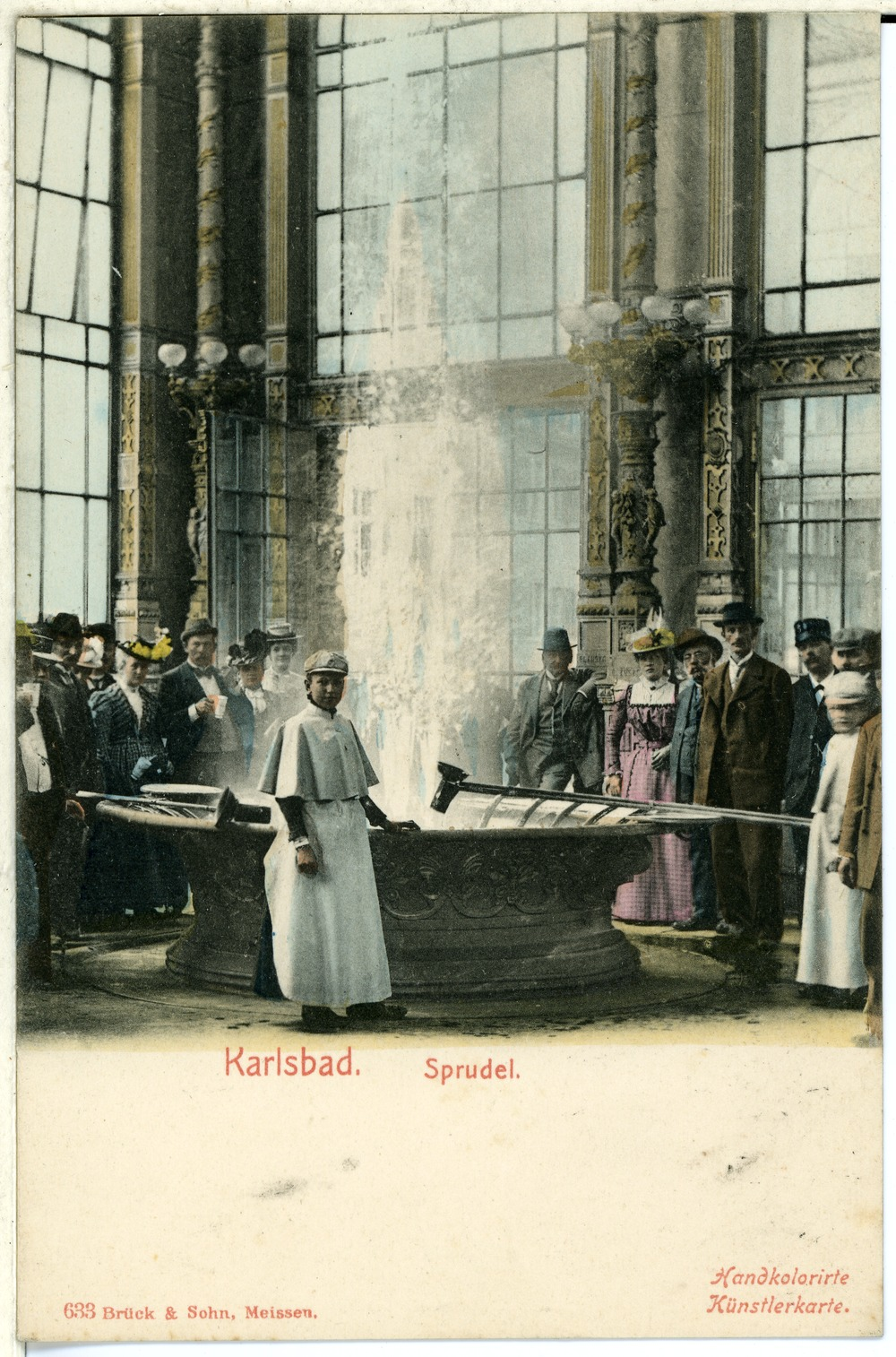
U Vřídla v roce 1898
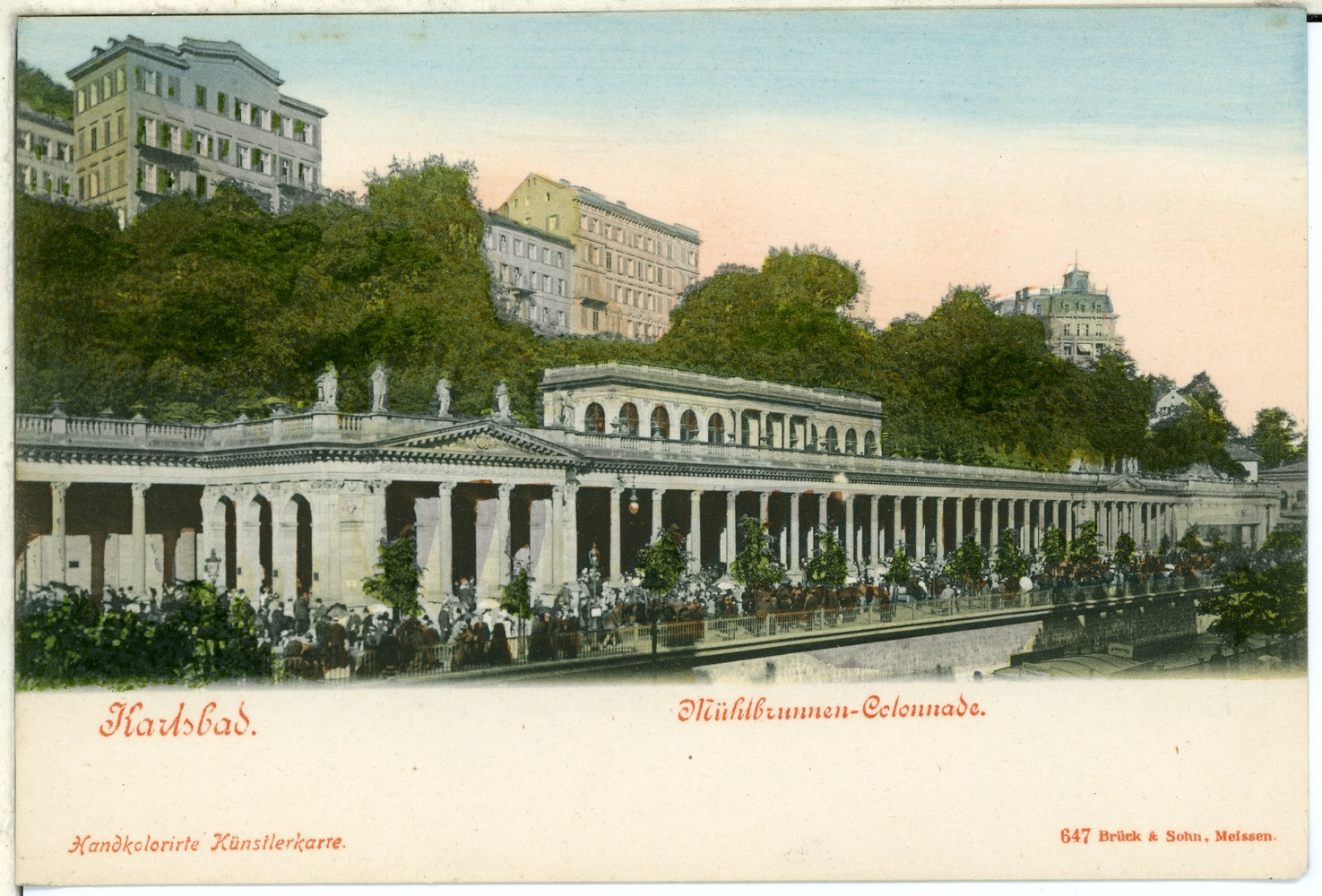
Mlýnská kolonáda v roce 1898
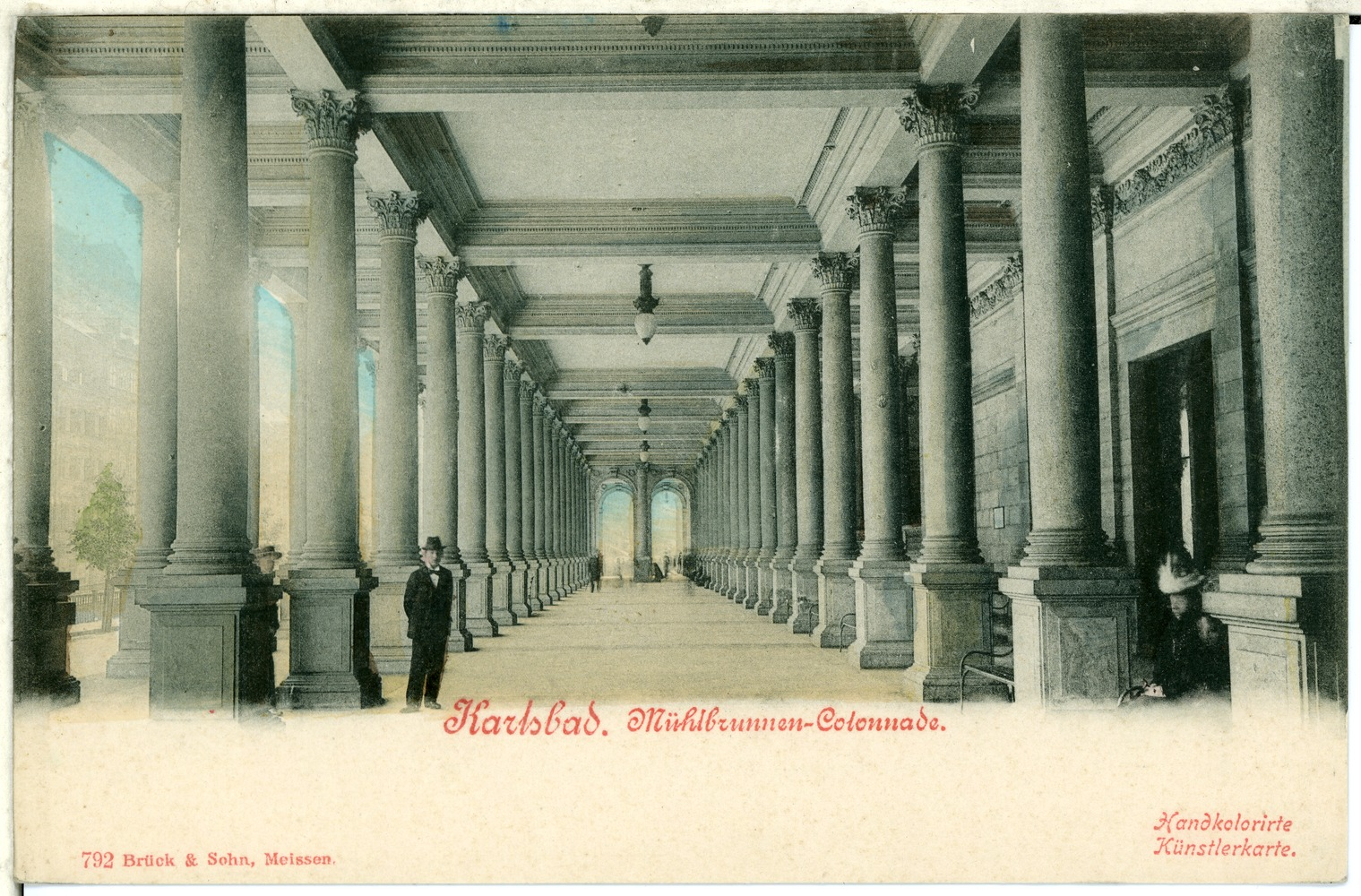
Vnitřní prostor Mlýnské kolonády, 1898
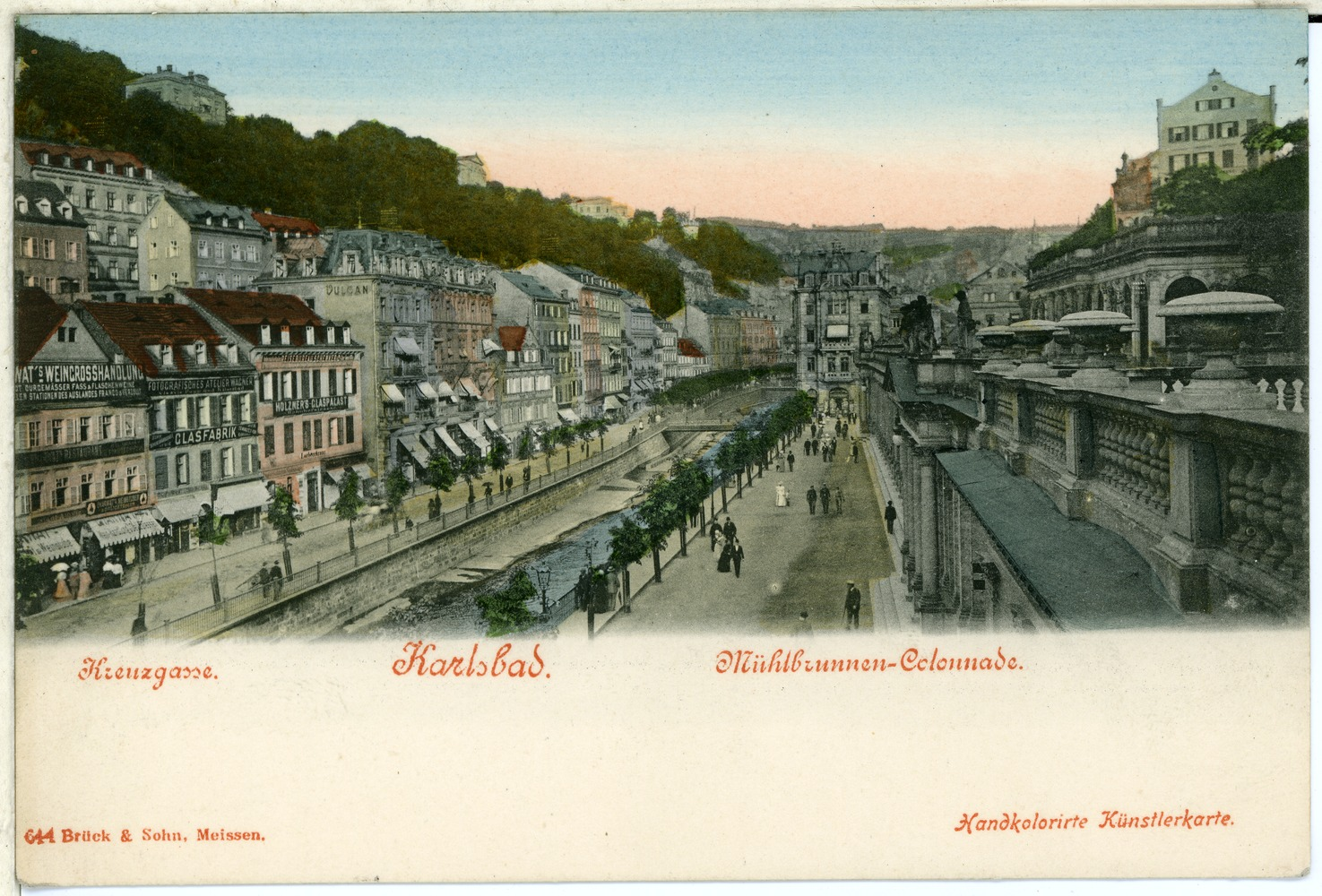
Vlevo dnešní Vřídelní ulice, vpravo část Mlýnské kolonády, 1898
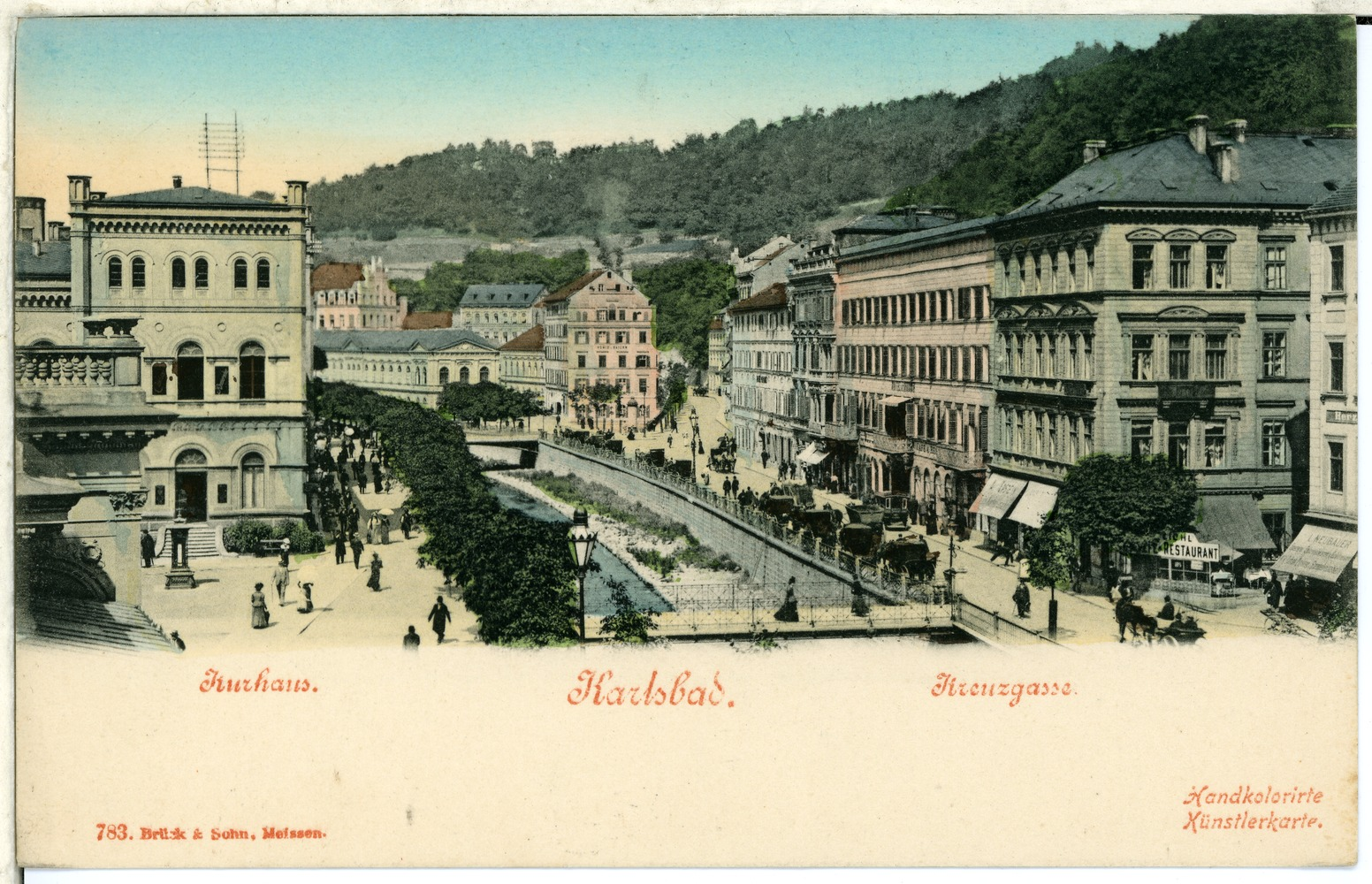
Vlevo Lázeňský dům/Kurhaus, pozdější Lázně III, vpravo část ulice I. P. Pavlova, 1898
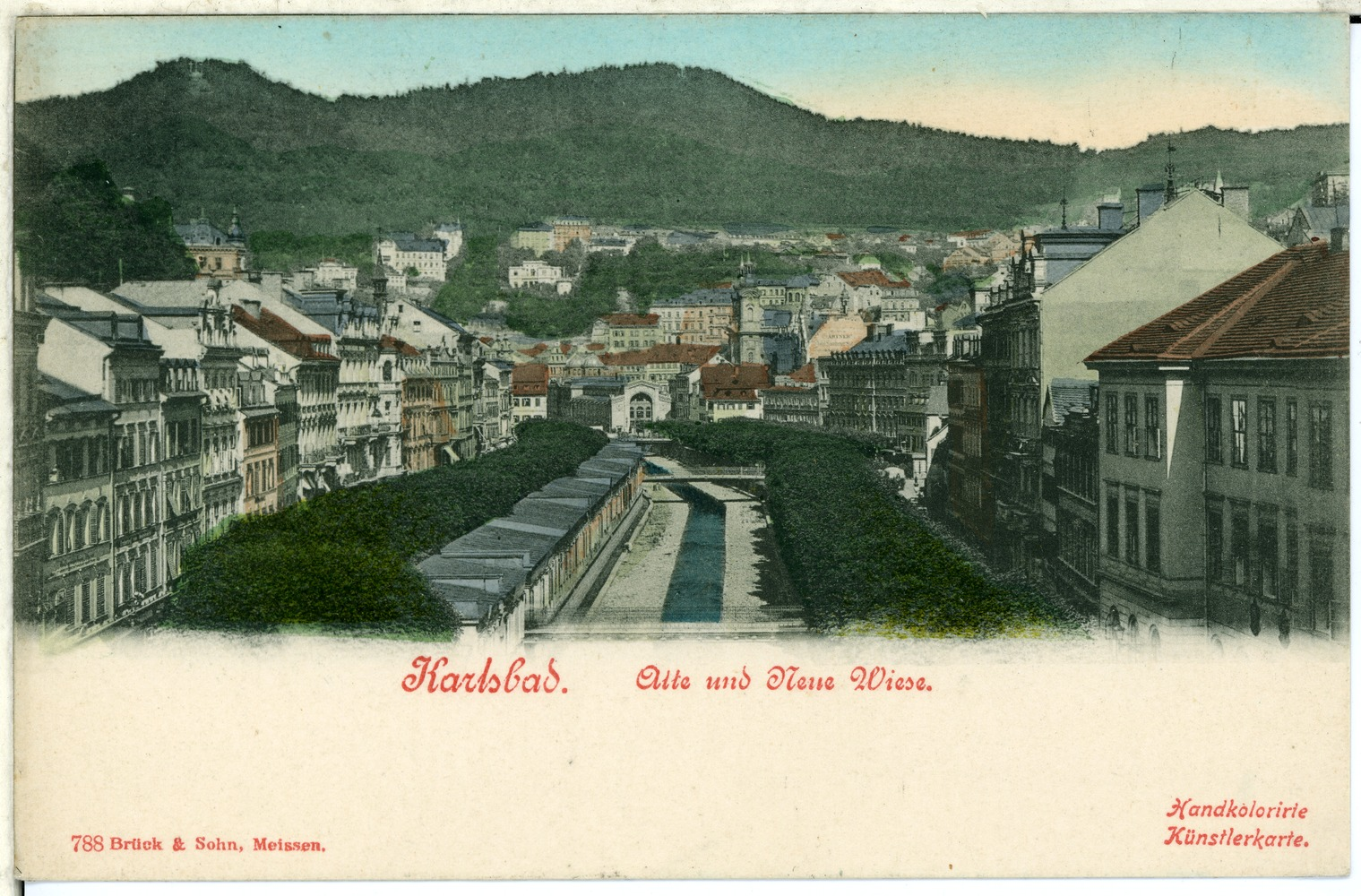
Stará a Nová louka, 1898
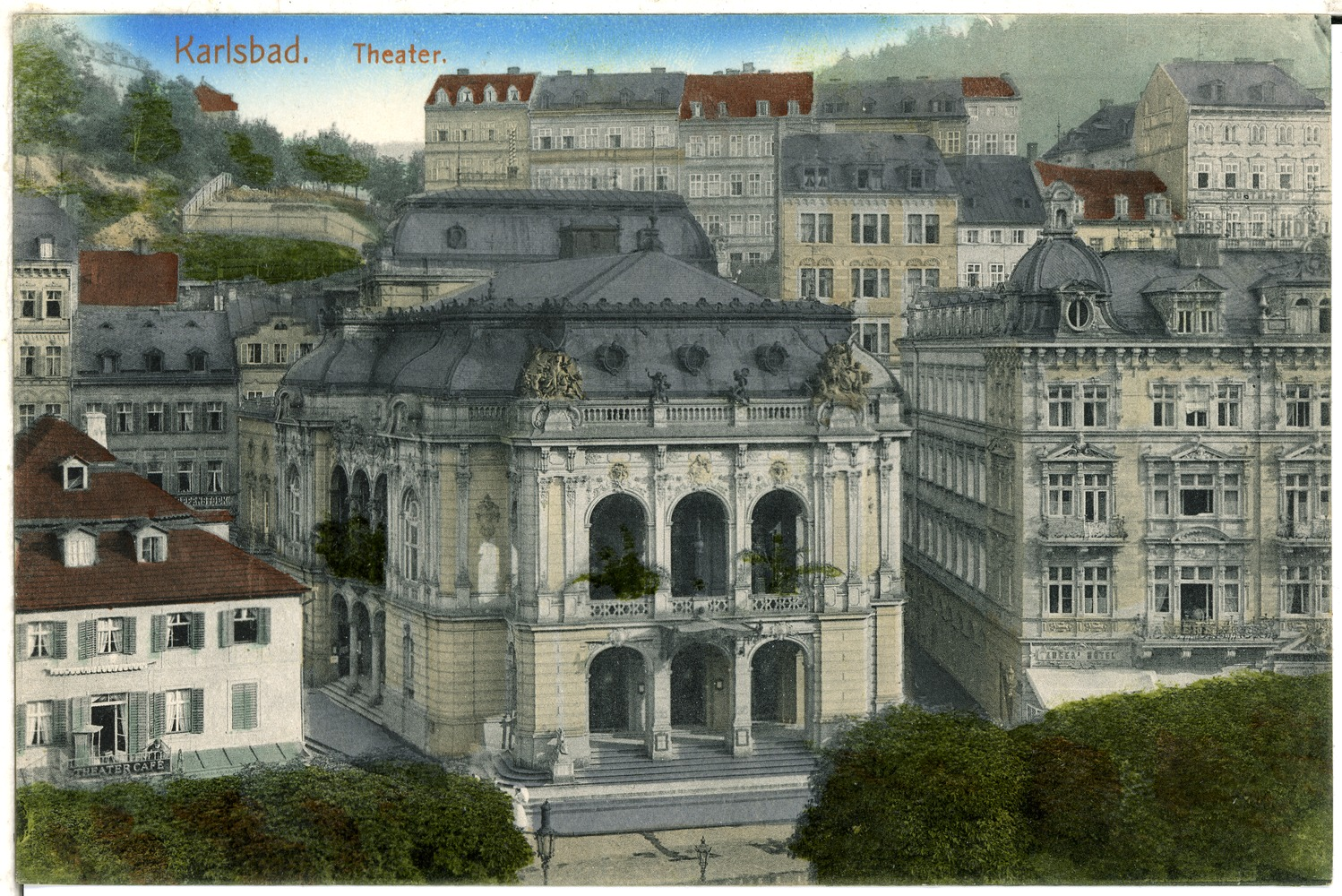
Budova městského divadla v roce 1898
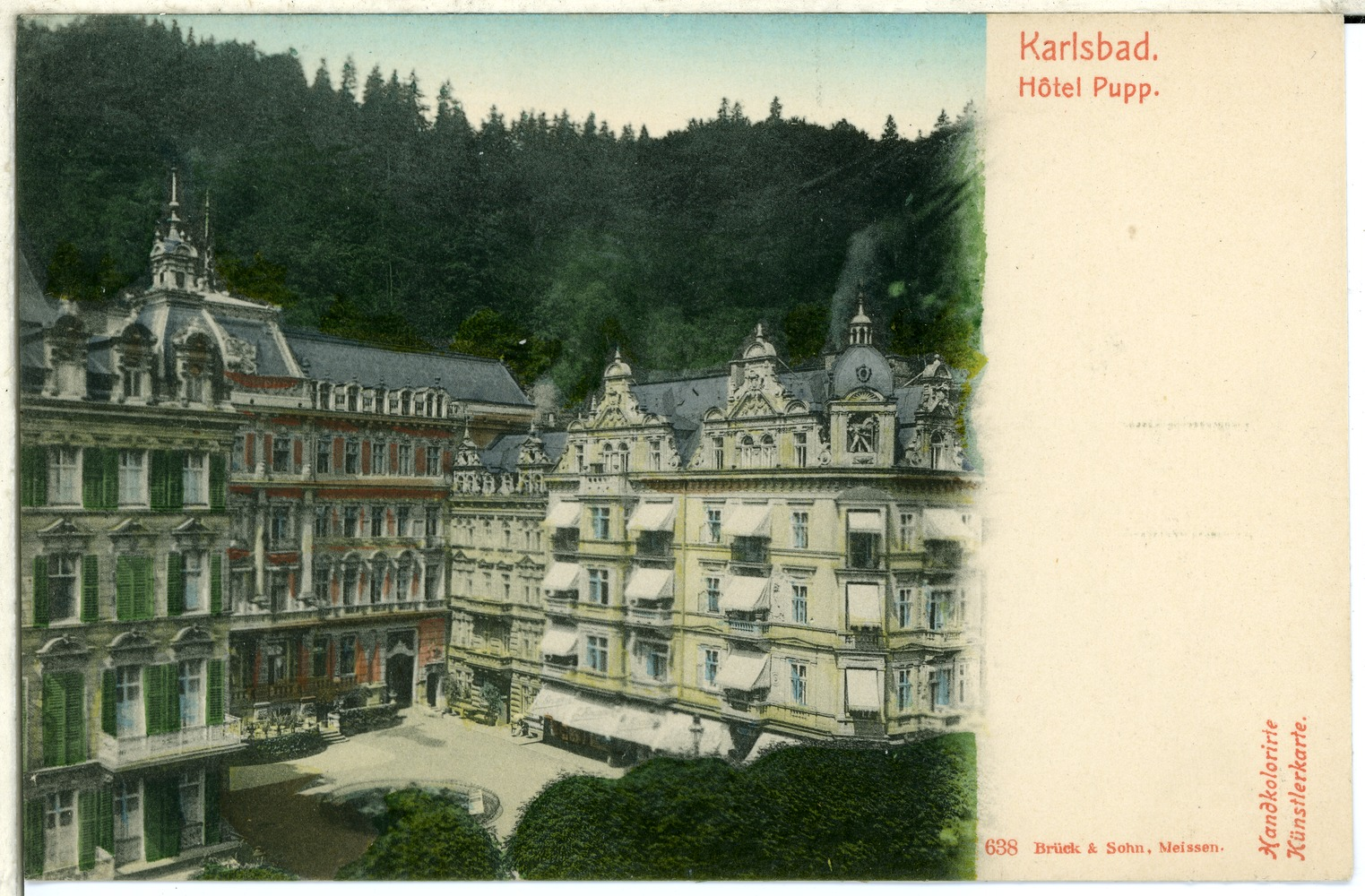
Hotel Pupp v roce 1898
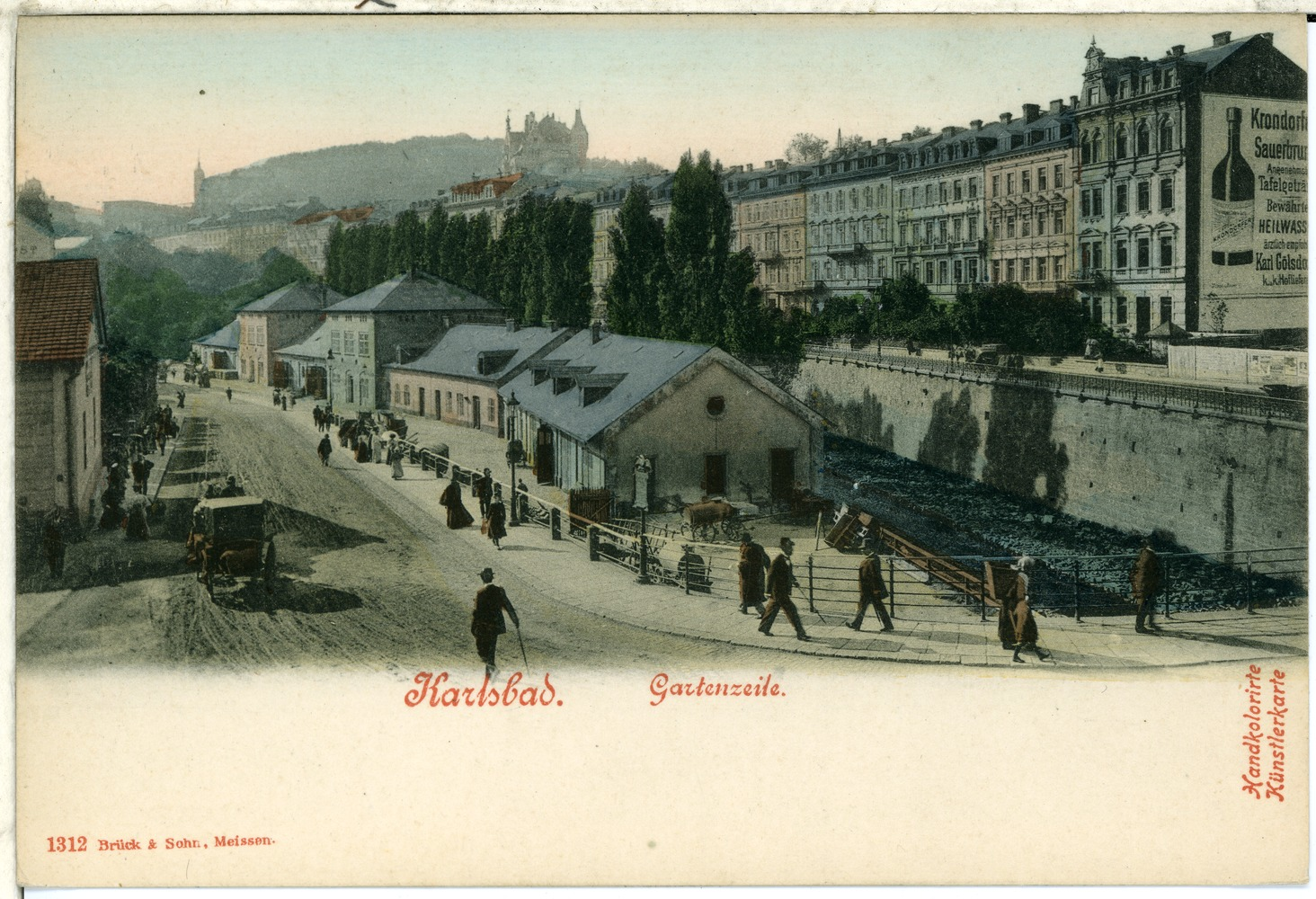
U dnešního Poštovního mostu v roce 1899
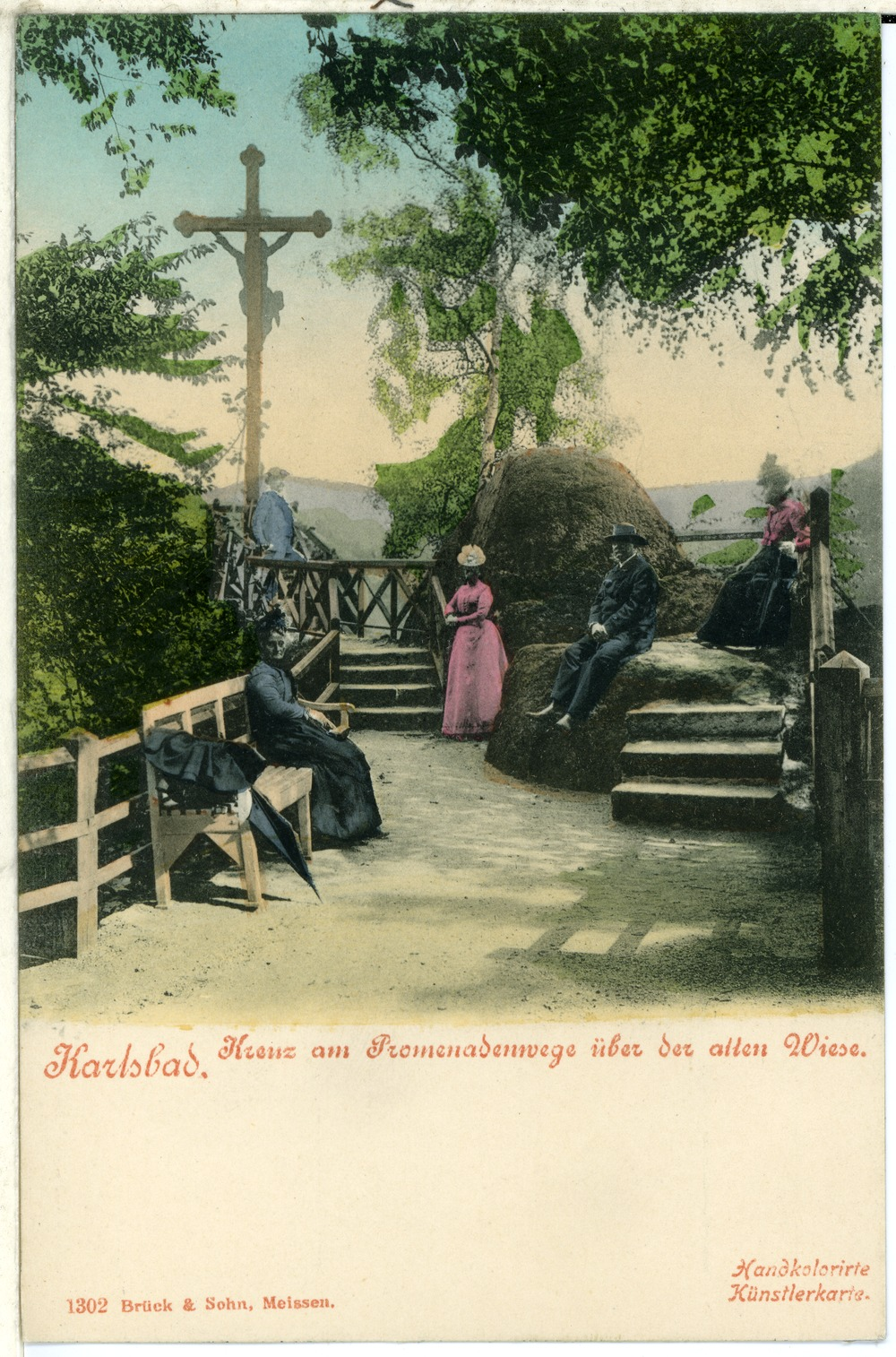
Keglevičův kříž, rok 1899
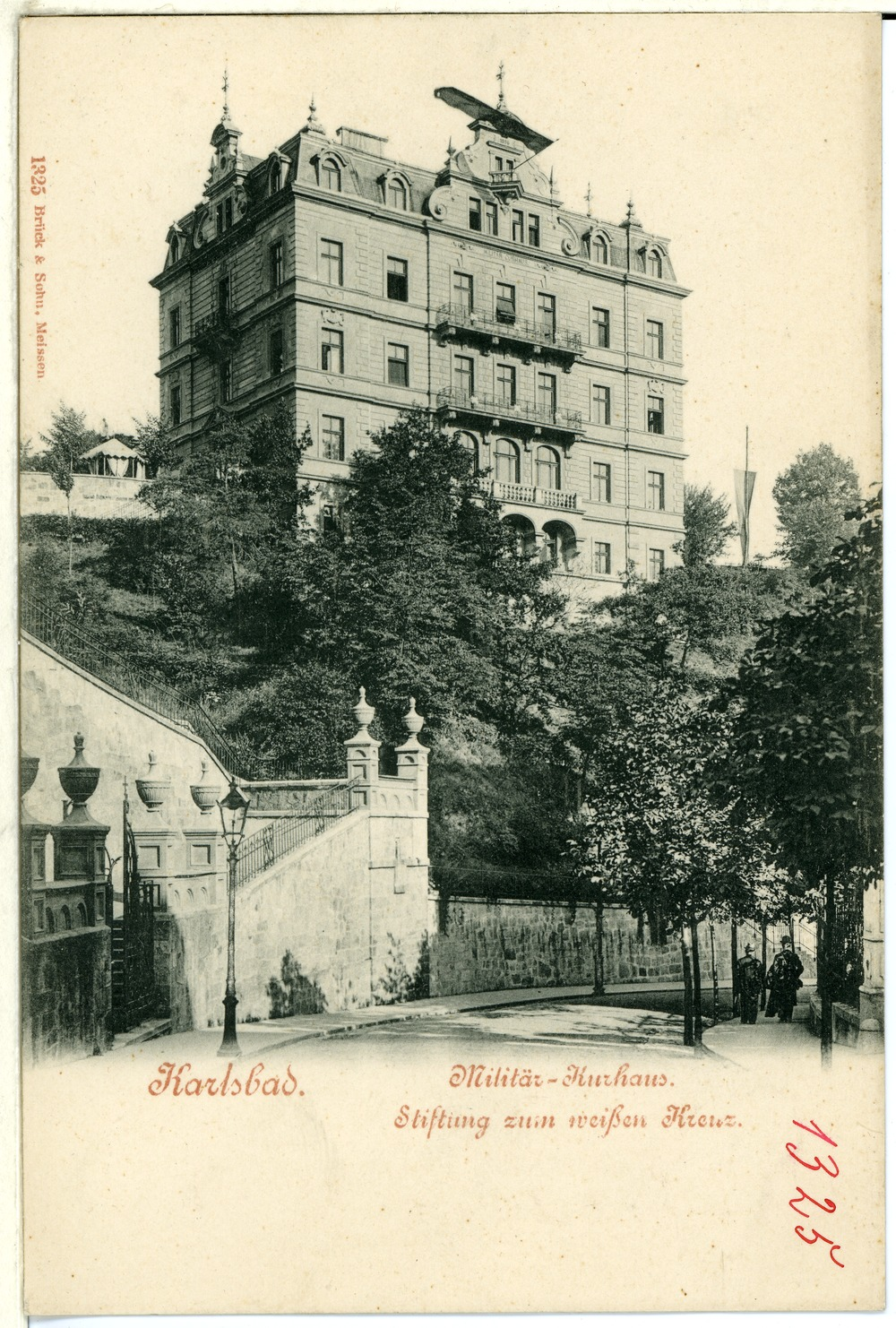
Dům Bílý kříž, pohled z dnešní Sadové ulice, 1899
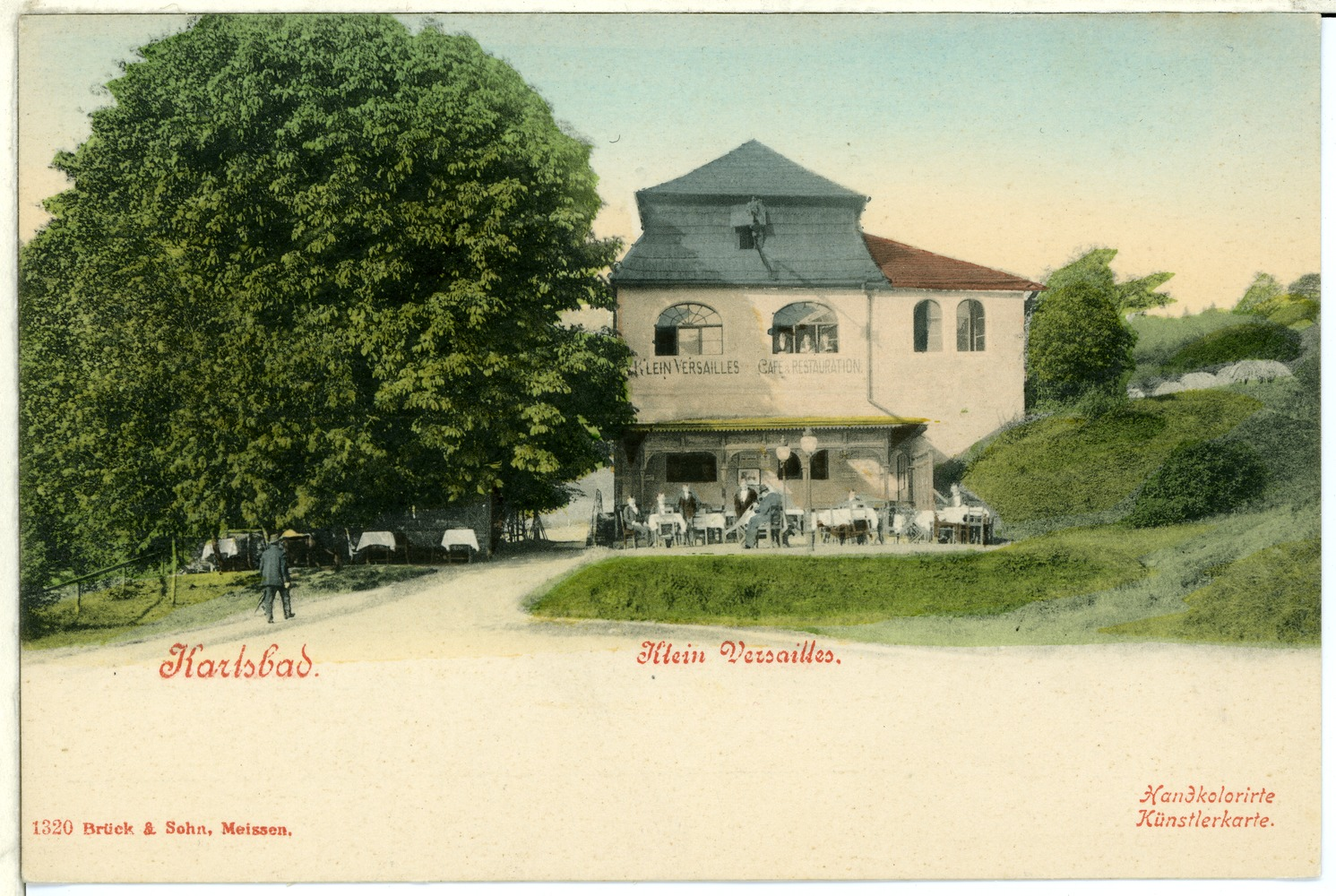
Kavárna Malé Versailles, 1899
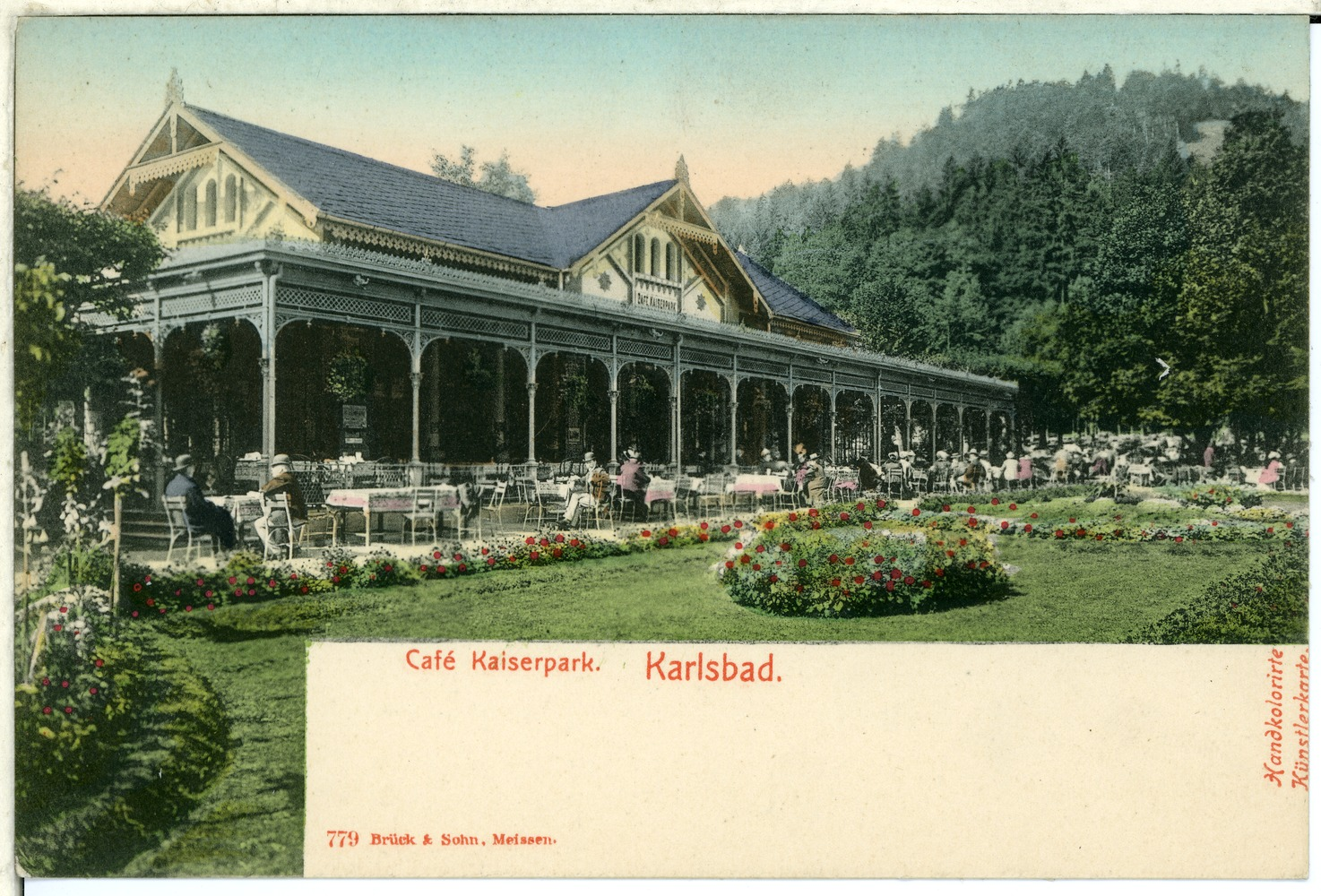
Kavárna Kaiserpark, později Gejzírpark, 1898
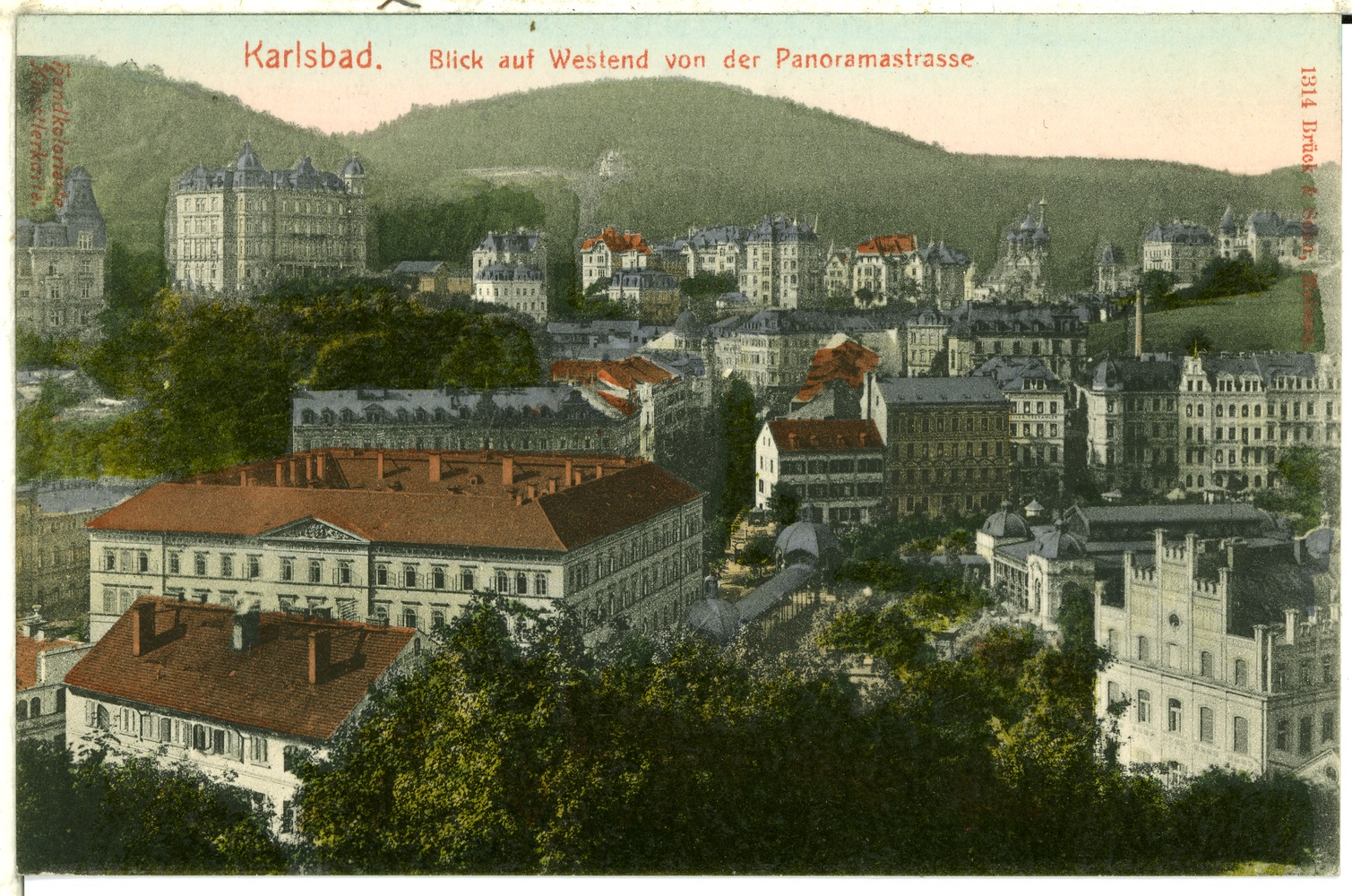
Pohled na Westend z dnešní ulice Na Vyhlídce, 1899
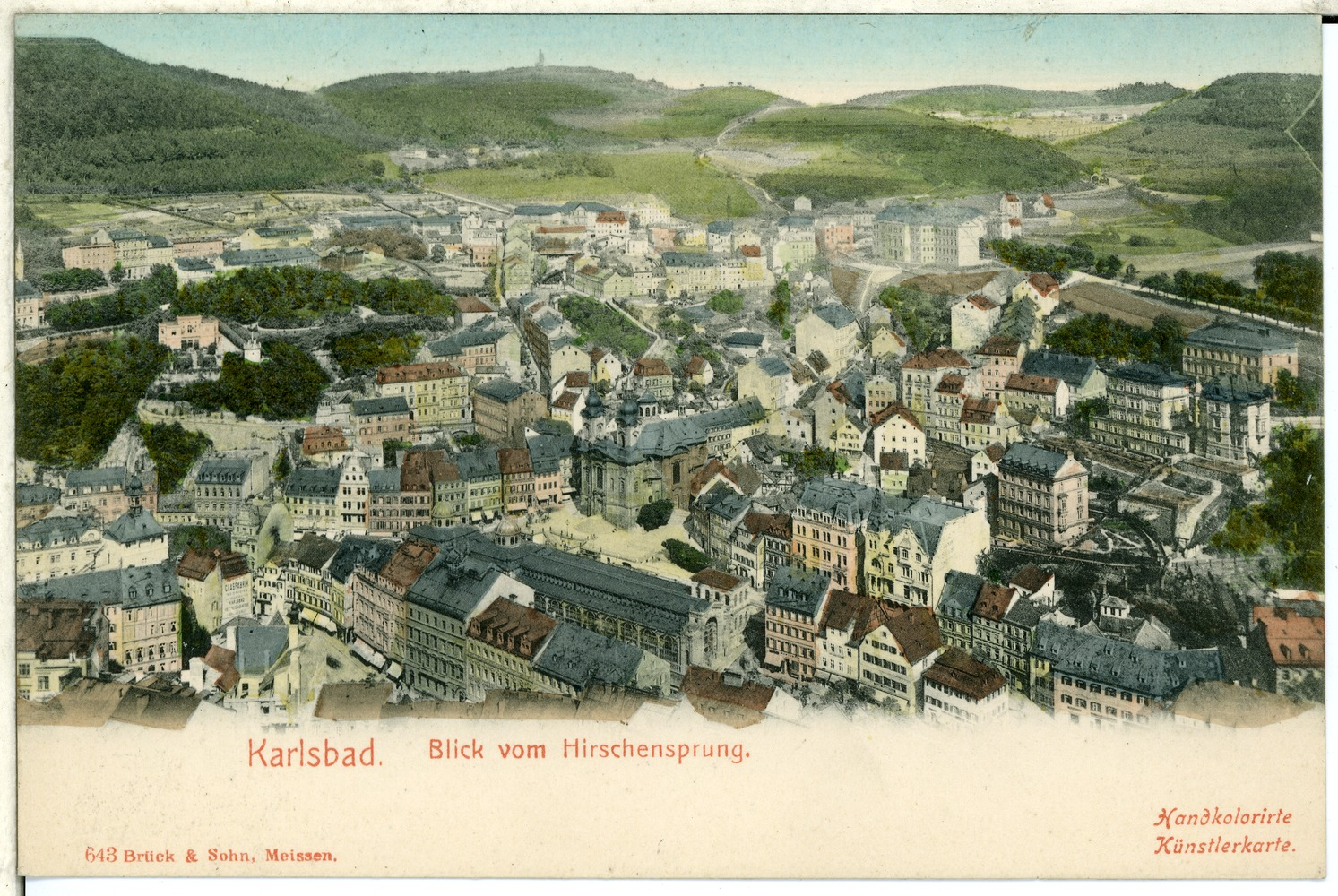
Pohled na město z Jeleního skoku, 1898
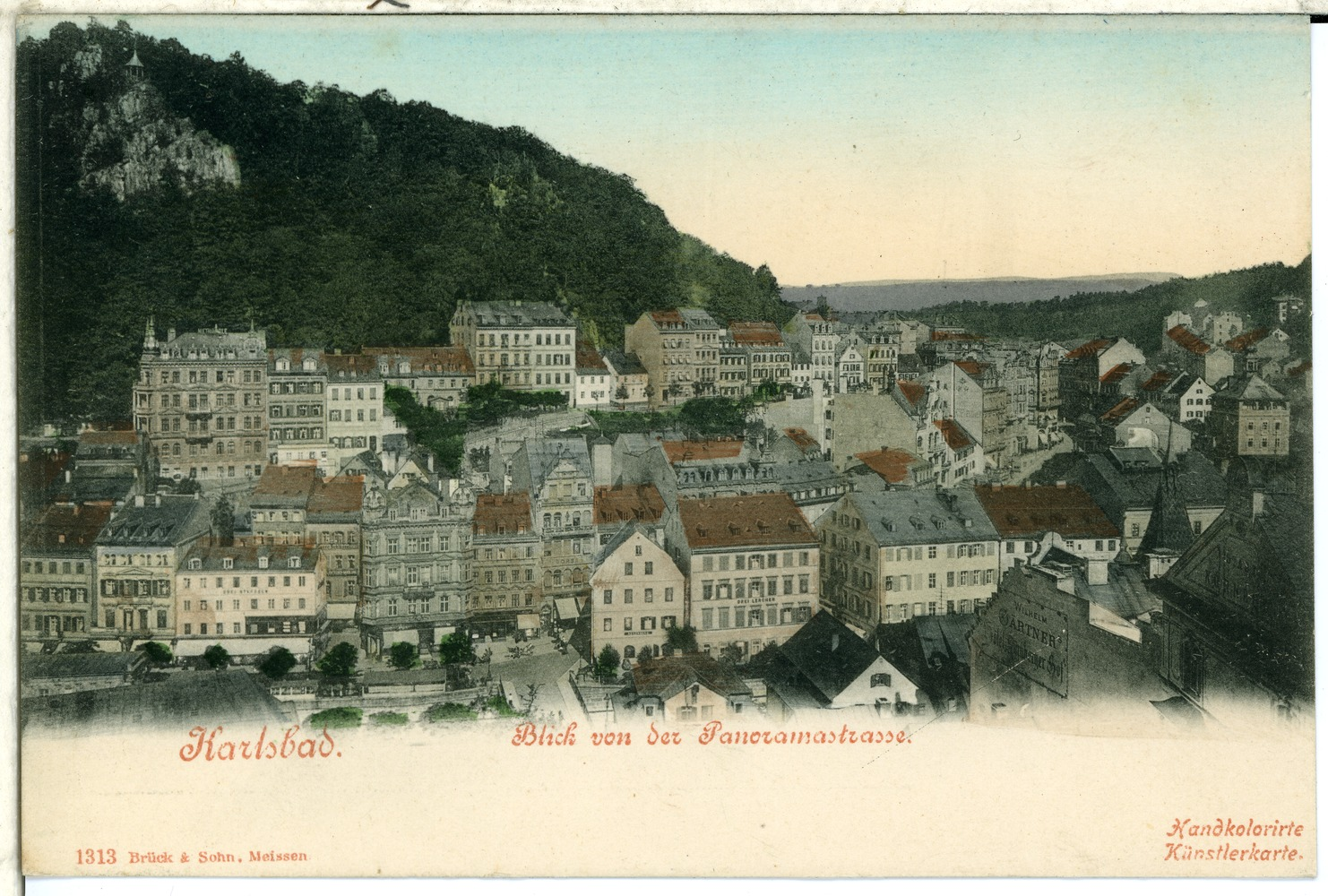
Pohled na město z dnešní ulice Na Vyhlídce, 1899
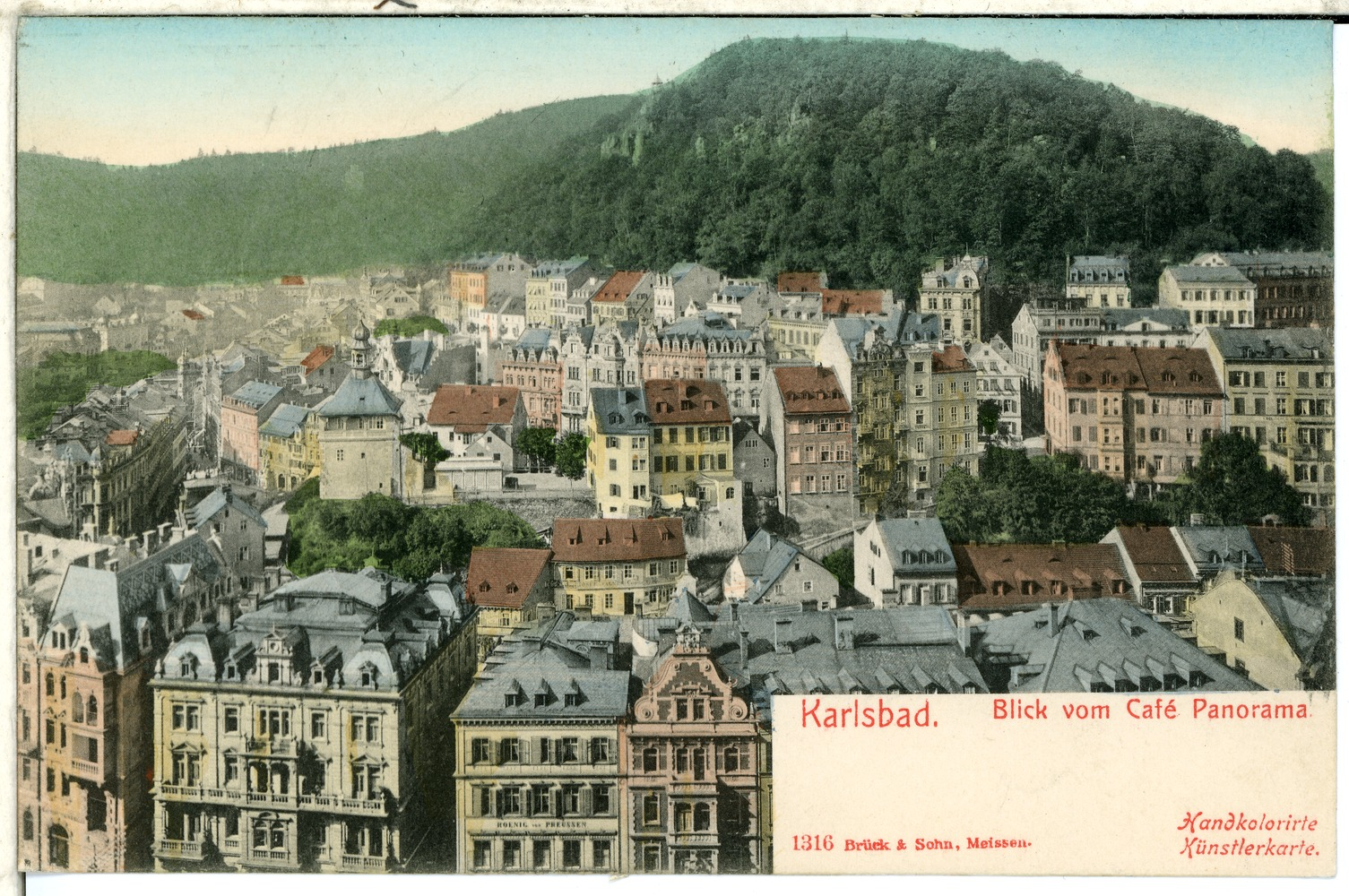
Pohled na město z kavárny Panorama, 1899
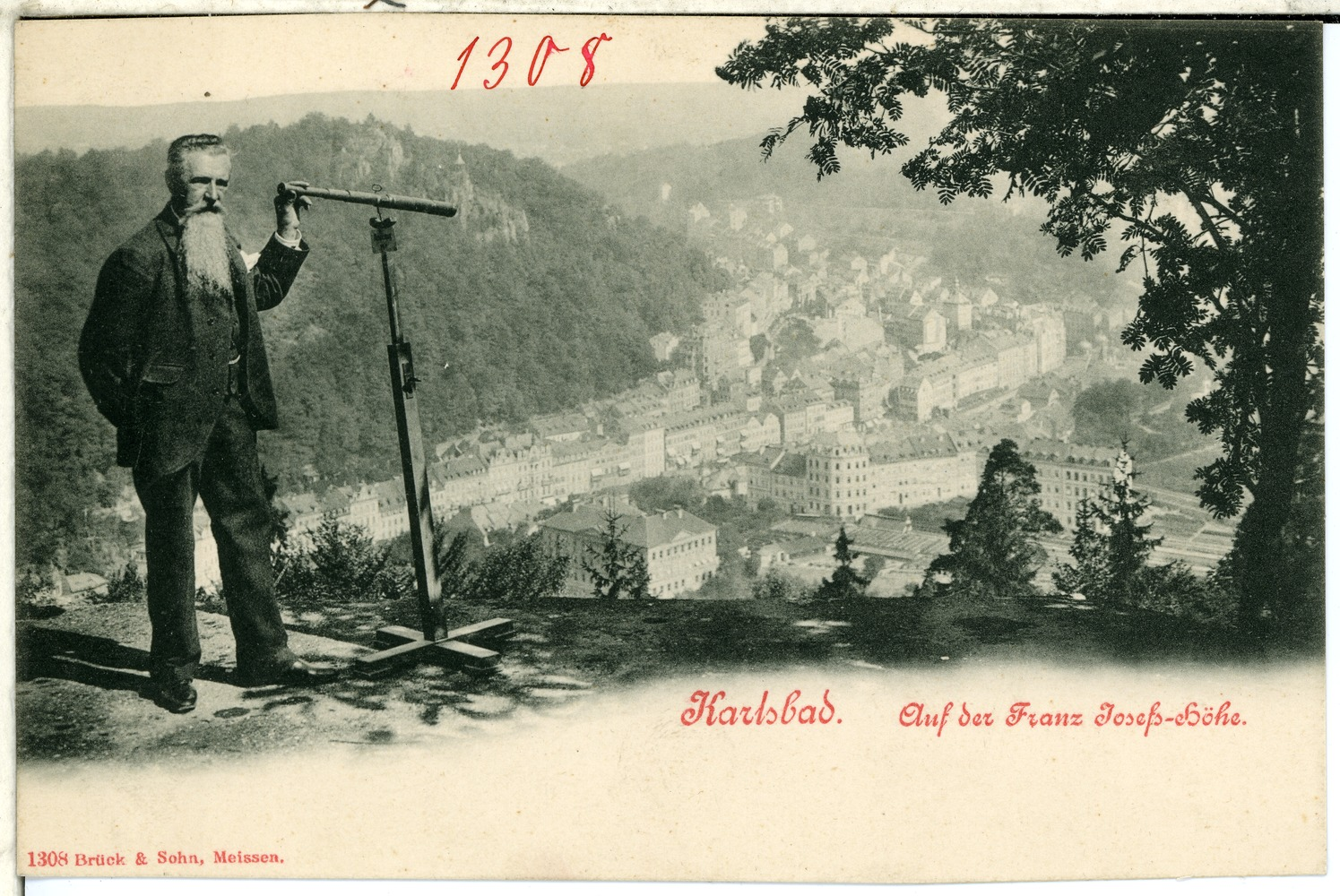
Pohled na město z tehdejší výšiny Franze Josefa, 1899